# サレンダード
「サレンダード」(Surrendered)はイギリスのロックバンド、ブルートーンズのシングル、もしくはその表題曲。『ザ・ブルートーンズ』からのサードシングルとして発売された。
シングル用にエディットされたバージョンが収録された。カップリングには、アルバム曲のアコースティックセッションが収録されている。ブリティッシュ・アンセムズの来日公演は、正式にはこのシングルのツアーの一環であった。

## 収録曲
1. Surrendered (Single Edit)
2. Wasn't I Right About You (BBC Radio 2 Live Version)
3. The Last Song But One (BBC Radio 2 Live Version)